# Lee Sweatt
Lee Sweatt (ur. 13 sierpnia 1985 w Elburn) – amerykański hokeista, reprezentant Stanów Zjednoczonych w hokeju na lodzie i w hokeju na rolkach.
Jego brat Bill (ur. 1988) także został hokeistą.

## Kariera hokejowa
- Chicago Steel (2002-2003)
- Colorado College Tigers (2003-2007)
- San Antonio Rampage (2007)
- TPS (2007-2008)
- EC Red Bull Salzburg (2008-2009)
- Dinamo Ryga (2009-2010)
- TPS (2010)
- Manitoba Moose (2010-2011)
- Vancouver Canucks (2011)

W sezonie 2002/2003 grał w lidze USHL w barwach Chicago Steel. Od 2003 przez cztery lata występował w amerykańskiej lidze akademickiej NCAA w barwach zespołu z Colorado College, a w ostatnim sezonie był kapitanem drużyny. Pod koniec tej edycji w marcu 2007 został przetransferowany do San Antonio Rampage w lidze AHL. Po sezonie w 2007 został zawodnikiem fińskiego klubu TPS w rozgrywkach SM-liiga, w którego barwach rozegrał sezon SM-liiga (2007/2008). W 2008 został zaangażowany przez austriacki zespół EC Red Bull Salzburg. W połowie 2009 podpisał kontrakt z łotewskim klubem Dinamo Ryga w rosyjskich rozgrywkach KHL. Tam rozpoczął sezon KHL (2010/2011). W styczniu 2010 ponownie trafił do TPS, gdzie dokończył sezon SM-liiga (2009/2010). W maju 2010 podpisał kontrakt z Vancouver Canucks z NHL. W jego barwach w sezonie NHL (2010/2011) zagrał trzy spotkania w styczniu i w lutym 2011, zdobywając w nich gola i zaliczając asystę. W tym okresie grał głównie w zespole farmerskim, Manitoba Moose, w AHL. W połowie 2011 podpisał dwuletni kontrakt z Ottawa Senators. W miesiąc później, w sierpniu 2011 ogłosił zakończenie kariery zawodniczej celem poświęceniu się pracy zawodowej w biznesie.
W sezonie 2009/2010 występował w reprezentacji Stanów Zjednoczonych.
Uprawiał także hokej na rolkach (in-line). Od 15. roku życia uczestniczył w dziewięciu turniejach mistrzostw świata, dwukrotnie zdobywając mistrzostwo. W edycji MŚ 2008 zdobył 4 gole i zaliczył sześć asyst oraz został wybrany najlepszym obrońcą imprezy.
W 2013 rozważał wznowienie kariery i powrót do gry w TPS.

## Życie prywatne
Dorastał w Chicago. Podczas studiów w Colorado College uzyskał trzy dyplomy MBA na kierunkach zarządzanie technologią, zarządzanie projektami, finanse, a po zakończeniu kariery sportowej został doradcą finansowym w jednej z największych firm zarządzających majątkiem.

## Sukcesy
Klubowe
- Złoty medal mistrzostw Finlandii: 2010 z TPS

Indywidualne
- NCAA (WCHA) 2006/2007:
  - Najwybitniejszy student-sportowiec roku
  - Trzeci skład gwiazd sezonu
- SM-liiga (2007/2008):
  - Pierwsze miejsce w klasyfikacji średniego czasu spędzonego na lodzie w meczu: 29 min. 20 sek.
- SM-liiga (2009/2010):
  - Pierwsze miejsce w klasyfikacji strzelców w fazie play-off: 7 goli[13]
    - Pierwsze miejsce w klasyfikacji strzelców wśród obrońców w fazie play-off: 7 goli[13] – rekord ligi[14]

  - Czwarte miejsce w klasyfikacji +/- w fazie play-off: 13 punktów[15]
    - Pierwsze miejsce w klasyfikacji +/- wśród obrońców w fazie play-off: 13 punktów[15]

  - Drugie miejsce w klasyfikacji asystentów w fazie play-off: +10[16]
  - Pierwsze miejsce w klasyfikacji średniego czasu spędzonego na lodzie w meczu: 26 min. 06 sek.
  - Trofeum Pekki Rautakallio - najlepszy obrońca sezonu[17]
  - Skład gwiazd sezonu[18]